# Robb Report
Robb Report là một thương hiệu tạp chí cao cấp về lối sống, phong cách, sang trọng, đưa ra các quan điểm cụ thể cho độc giả về những sản phẩm xa xỉ và dịch vụ trong các lĩnh vực như ô tô, máy bay, du thuyền, bất động sản, đồng hồ, trang sức... Tạp chí Robb Report ra đời vào năm 1976.

## Lịch sử
Robb Report được thành lập vào năm 1976 bởi Robert L "Rusty" White. Ban đầu, tờ tạp chí có tựa đề là Twentieth Century Confederates (tạm dịch: Liên minh Thế kỷ hai mươi), tạp chí đã bắt đầu bài viết như một bản tin để rao bán bộ sưu tập cá nhân của Robert về các vật kỷ niệm Nội chiến và ô tô Rolls-Royce của ông. Các ấn phẩm ban đầu được hình thành như một loại trang quảng cáo, và là một trong những tiên phong của loại hình này phục vụ cho khách hàng giàu có của giới thượng lưu Mỹ. Sự pha trộn giữa quảng cáo và biên tập trong các chuyên mục đã được truyền thông tới những người tiêu dùng cao cấp, giàu có thông qua các quảng cáo trong tạp chí Architectural Digest.
Năm 2001, thương hiệu Robb Report đã được bán với giá 150 triệu đô la Mỹ cho CurtCo Media LLC
Năm 2008, CurtCo Media đã bổ nhiệm phó chủ tịch Donald T. Schmoll và giám đốc tiếp thị nhóm cho nhóm tạp chí Robb Report. Công ty cũng xuất bản và phát hành các phiên bản quốc tế khác nhau của tờ tạp chí.
Năm 2014, Rockbridge là quỹ cổ phần tư nhân của tỷ phú Dan Gilbert đã mua lại Robb Report với giá 60 triệu đô la.
Năm 2017, Rockbridge đã tạo ra một liên doanh cho Robb Report với Tập đoàn truyền thông Penske.
Vào tháng 4 năm 2018, Robb Report đã ra mắt chuyên mục Muse nhắm đến thu hút độc giả nữ.

## Ấn phẩm
Các phiên bản ngôn ngữ của Robb Report trên toàn cầu: 
- Robb Report Nga
- Robb Report Thuỵ điển
- Robb Report Tây Ban Nha Lưu trữ ngày 17 tháng 4 năm 2020 tại Wayback Machine
- Robb Report Brasil
- Robb Report Ấn Độ
- Robb Report Thổ Nhĩ Kỳ Lưu trữ ngày 21 tháng 4 năm 2020 tại Wayback Machine
- Robb Report Trung Quốc

Đông Nam Á
- Robb Report Singapore
- Robb Report Malaysia
- Robb Report Thái Lan
- Robb Report Việt Nam